# Theorie van alles
De theorie van alles of unificatietheorie, is een (nog niet bestaande) theorie die de verschillende fundamentele theorieën in de natuurkunde met elkaar verenigt. 

## Omschrijving
Zo'n theorie zou alle elementaire deeltjes en de fundamentele natuurkrachten in een model samenbrengen. Dit model zou dan hebben gegolden in de allereerste minieme fractie van een seconde na de oerknal. Hoewel Einstein als een van de eersten poogde zijn algemene relativiteitstheorie over gravitatie te verzoenen met de beschrijving van het elektromagnetisme met de maxwellvergelijkingen in één enkele veldentheorie, wat hem overigens niet gelukt is, heeft hij de term "theorie van alles" nooit gebruikt. Einsteins poging was een voorbeeld van wat men wel geünificeerde veldentheorie noemt, en waarin velden aan de basis van alle fysische verschijnselen liggen.

## Argumenten voor het bestaan van de theorie van alles
Al jarenlang is de mens op zoek naar het bestaan van één theorie die alle wetten van de natuurkunde verenigt. Een argument is de treffende gelijkenis tussen de zwaartekracht en de coulombkracht: telkens is de kracht tussen 2 objecten gelijk aan een constante maal een grootheid van het object maal diezelfde grootheid van het andere object gedeeld door het kwadraat van de afstand tussen de objecten. Volgens natuurkundigen kan dit simpelweg geen toeval zijn, en alleen een theorie van alles zou deze krachten kunnen verenigen.

## Problemen bij unificatie
In de natuurkunde worden de deeltjes en de krachten daartussen beschreven door middel van velden. Een unificatietheorie probeert de vier fundamentele krachten (of velden) van de natuur te verenigen:
- Sterke kernkracht: kracht die quarks samenhoudt in neutronen en protonen, en die neutronen en protonen samenhoudt in de atoomkern. Het uitwisseldeeltje voor deze kracht is het gluon.
- Elektromagnetische kracht: de kracht die op elektrisch geladen deeltjes inwerkt. Het foton is het uitwisseldeeltje voor deze kracht.
- Zwakke kernkracht: verantwoordelijk voor radioactiviteit, een afstotende interactie op korte afstand tussen elektronen, neutrino's en quarks. Wordt geregeld door de W-bosonen en het Z-boson.
- Zwaartekracht: een aantrekkingskracht op zowel korte als lange afstand, die op alle deeltjes werkt, maar tevens op het niveau van de microwereld veel en veel zwakker is dan de andere krachten. Doordat deze kracht echter evenredig toeneemt met de massa, wordt hij toch belangrijk op het niveau van wat voor ons gewone, alledaagse objecten zijn, en is het tevens de kracht die ervoor zorgt dat er niets zomaar van de aarde afvliegt en dat manen, planeten en sterren in hun baan door de ruimte blijven. De vooralsnog hypothetische uitwisseldeeltjes worden gravitonen genoemd.

De eerste drie krachten worden beschreven door het standaardmodel, een kwantummechanische veldentheorie. De zwaartekracht is onderdeel van de algemene relativiteitstheorie. Een conflict tussen de beide modellen ontstaat in situaties waarin ze allebei zouden moeten worden toegepast: sterke zwaartekrachtsvelden op kleine schaal, bijvoorbeeld bij een zwart gat of tijdens de oerknal. In dat soort gevallen blijkt dat de combinatie geen zinvolle uitkomsten geeft. Er komen bijvoorbeeld oneindig grote getallen uit. Dat betekent dat er iets niet klopt. Het is dus wachten op een theorie van alles, die de twee wereldbeelden (in licht aangepaste vorm) in zich verenigt.

## Geschiedenis
Veel bekende en minder bekende natuurkundigen hebben in de loop der tijd getracht een "theorie van alles" te ontwerpen. Bekende wetenschappers als Albert Einstein en onbekende zoals Burkhard Heim.
In de geschiedenis van de fysica hebben er verschillende verenigingen van natuurkrachten plaatsgevonden, die ogenschijnlijk verschillende fenomenen in een groter kader plaatsen. Aan het eind van de 18e eeuw kende men drie krachten: zwaartekracht, elektrische kracht en magnetische kracht. Door (onder andere) het werk van Hans Christian Ørsted, die ontdekte dat elektrische en magnetische fenomenen gerelateerd zijn, begon men te zoeken naar een enkele achterliggende theorie. Naar aanleiding van het werk van Gauss, Faraday en Ampère, slaagde James Clerk Maxwell er in het midden van de 19e eeuw in om alle wetten van elektriciteit en magnetisme samen te vatten in slechts vier vergelijkingen. De Wetten van Maxwell worden tot op de dag van vandaag gezien als een bijzonder elegante en bondige vereniging van de talloze elektromagnetische fenomenen die onze werkelijkheid voor een groot deel maakt tot wat ze is. Het is ook omwille van dit inzicht dat men over 'elektromagnetisme' is beginnen te spreken, in de plaats van 'elektriciteit en magnetisme'.
In het begin van de 20e eeuw besefte men, naar aanleiding van de ontdekking van radioactiviteit, dat er nog een kracht werkzaam moet zijn in ons heelal. Deze kracht doopte men de zwakke kernkracht. De lange weg tot het beter begrijpen van deze kracht mondde uit in het succesvol beschrijven van deze kracht, en uiteindelijk het inzicht dat deze kracht eigenlijk in een groter kader te beschrijven is, tezamen met de elektromagnetische kracht. Voor de bijdragen aan de unificatie van de zwakke en de elektromagnetische wisselwerking in een enkele theorie van de zogenaamde elektrozwakke wisselwerking, ontvingen Abdus Salam, Sheldon Glashow en Steven Weinberg in 1979 de Nobelprijs voor Natuurkunde.
Echter, naast de zwakke kernkracht, besefte men dat voor het verklaren van de stabiliteit van atoomkernen men nog een andere kracht moet invoeren. Deze kracht werd Sterke kernkracht gedoopt. Na vele experimenten vanaf 1950, slaagden Gell-Mann, Ne'eman en Zweig er in deze kracht op een goede manier te beschrijven. De theorie werd kwantumchromodynamica genaamd. Omdat deze theorie gelijkaardig geformuleerd is als de theorie van de elektrozwakke interactie, is het vrij natuurlijk om beiden samen te voegen. Deze theorie wordt het standaardmodel genoemd. Deze theorie is (voor zover bekend) in staat om alle bekende fenomenen (behalve zwaartekracht) te beschrijven. De theorie verklaart waarom kernen bij elkaar blijven, waarom sommige kernen radioactief zijn, hoe chemische bindingen werken en dergelijke meer. Tot op de dag van vandaag wordt die theorie gezien als de meest elegante vereniging van natuurkrachten in de geschiedenis van de fysica.
Ondanks al deze unificaties, is er nog een puzzel die tot op de dag van vandaag niet opgelost is. Het is immers nog een groot vraagstuk hoe men het bovengenoemde standaardmodel kan samenvoegen met de theorie van zwaartekracht. Hoewel dat op het eerste gezicht niet zo moeilijk lijkt, zijn er fundamentele problemen. Het standaardmodel is immers een kwantumtheorie. De beste beschrijving van de zwaartekracht (relativiteitstheorie) die voorhanden is, is een klassieke theorie, gestoeld op principes uit de klassieke natuurkunde (en dus niet op principes uit de kwantummechanica). Veel fysici zijn het erover eens dat de uiteindelijke samenvoeging van de theorie van zwaartekracht en het standaardmodel vereist dat een kwantummechanische versie van zwaartekracht geformuleerd wordt. Het is dus al verschillende decennia lang het hoogste doel van de theoretische natuurkunde om een consistente theorie van kwantumzwaartekracht (ook wel kwantumgravitatie genoemd) te formuleren. Als dat lukt, kunnen alle bekende natuurwetten in één enkel kader beschreven worden. Zoiets zou dan de theorie van alles genoemd worden.
Onderstaande figuur vat de verbanden tussen de fundamentele theorieën samen:
|  |  |               |               |               |               |               |               | Theorie van alles   |                     |                     |                     |                     |                     |                |                |                         |                         |                         |                         |                         |                         |                                        |                                        |                                        |                                        |                                        |                                        |                        |                        |                        |                        |                        |                        |                    |                    |                    |                    |                    |                    |  |  |
|  |  |               |               |               |               |               |               |                     |                     |                     |                     |                     |                     |                |                |                         |                         |                         |                         |                         |                         |                                        |                                        |                                        |                                        |                                        |                                        |                        |                        |                        |                        |                        |                        |                    |                    |                    |                    |                    |                    |  |  |
|  |  | Zwaartekracht | Zwaartekracht | Zwaartekracht | Zwaartekracht | Zwaartekracht | Zwaartekracht |                     |                     |                     |                     |                     |                     | Standaardmodel | Standaardmodel | Standaardmodel          | Standaardmodel          | Standaardmodel          | Standaardmodel          |                         |                         |                                        |                                        |                                        |                                        |                                        |                                        |                        |                        |                        |                        |                        |                        |                    |                    |                    |                    |                    |                    |  |  |
|  |  | Zwaartekracht | Zwaartekracht | Zwaartekracht | Zwaartekracht | Zwaartekracht | Zwaartekracht |                     |                     |                     |                     |                     |                     | Standaardmodel | Standaardmodel | Standaardmodel          | Standaardmodel          | Standaardmodel          | Standaardmodel          |                         |                         |                                        |                                        |                                        |                                        |                                        |                                        |                        |                        |                        |                        |                        |                        |                    |                    |                    |                    |                    |                    |  |  |
|  |  |               |               |               |               |               |               |                     |                     |                     |                     |                     |                     |                |                |                         |                         |                         |                         |                         |                         |                                        |                                        |                                        |                                        |                                        |                                        |                        |                        |                        |                        |                        |                        |                    |                    |                    |                    |                    |                    |  |  |
|  |  |               |               |               |               |               |               | Sterke kracht SU(3) | Sterke kracht SU(3) | Sterke kracht SU(3) | Sterke kracht SU(3) | Sterke kracht SU(3) | Sterke kracht SU(3) |                |                |                         |                         |                         |                         |                         |                         | Elektrozwakke wisselwerking SU(2)xU(1) | Elektrozwakke wisselwerking SU(2)xU(1) | Elektrozwakke wisselwerking SU(2)xU(1) | Elektrozwakke wisselwerking SU(2)xU(1) | Elektrozwakke wisselwerking SU(2)xU(1) | Elektrozwakke wisselwerking SU(2)xU(1) |                        |                        |                        |                        |                        |                        |                    |                    |                    |                    |                    |                    |  |  |
|  |  |               |               |               |               |               |               | Sterke kracht SU(3) | Sterke kracht SU(3) | Sterke kracht SU(3) | Sterke kracht SU(3) | Sterke kracht SU(3) | Sterke kracht SU(3) |                |                |                         |                         |                         |                         |                         |                         | Elektrozwakke wisselwerking SU(2)xU(1) | Elektrozwakke wisselwerking SU(2)xU(1) | Elektrozwakke wisselwerking SU(2)xU(1) | Elektrozwakke wisselwerking SU(2)xU(1) | Elektrozwakke wisselwerking SU(2)xU(1) | Elektrozwakke wisselwerking SU(2)xU(1) |                        |                        |                        |                        |                        |                        |                    |                    |                    |                    |                    |                    |  |  |
|  |  |               |               |               |               |               |               |                     |                     |                     |                     |                     |                     |                |                |                         |                         |                         |                         |                         |                         |                                        |                                        |                                        |                                        |                                        |                                        |                        |                        |                        |                        |                        |                        |                    |                    |                    |                    |                    |                    |  |  |
|  |  |               |               |               |               |               |               |                     |                     |                     |                     |                     |                     |                |                | Zwakke kernkracht SU(2) | Zwakke kernkracht SU(2) | Zwakke kernkracht SU(2) | Zwakke kernkracht SU(2) | Zwakke kernkracht SU(2) | Zwakke kernkracht SU(2) |                                        |                                        |                                        |                                        |                                        |                                        | Elektromagnetisme U(1) | Elektromagnetisme U(1) | Elektromagnetisme U(1) | Elektromagnetisme U(1) | Elektromagnetisme U(1) | Elektromagnetisme U(1) |                    |                    |                    |                    |                    |                    |  |  |
|  |  |               |               |               |               |               |               |                     |                     |                     |                     |                     |                     |                |                | Zwakke kernkracht SU(2) | Zwakke kernkracht SU(2) | Zwakke kernkracht SU(2) | Zwakke kernkracht SU(2) | Zwakke kernkracht SU(2) | Zwakke kernkracht SU(2) |                                        |                                        |                                        |                                        |                                        |                                        | Elektromagnetisme U(1) | Elektromagnetisme U(1) | Elektromagnetisme U(1) | Elektromagnetisme U(1) | Elektromagnetisme U(1) | Elektromagnetisme U(1) |                    |                    |                    |                    |                    |                    |  |  |
|  |  |               |               |               |               |               |               |                     |                     |                     |                     |                     |                     |                |                |                         |                         |                         |                         |                         |                         |                                        |                                        |                                        |                                        |                                        |                                        |                        |                        |                        |                        |                        |                        |                    |                    |                    |                    |                    |                    |  |  |
|  |  |               |               |               |               |               |               |                     |                     |                     |                     |                     |                     |                |                |                         |                         |                         |                         |                         |                         | Elektrische kracht                     | Elektrische kracht                     | Elektrische kracht                     | Elektrische kracht                     | Elektrische kracht                     | Elektrische kracht                     |                        |                        |                        |                        |                        |                        | Magnetische kracht | Magnetische kracht | Magnetische kracht | Magnetische kracht | Magnetische kracht | Magnetische kracht |  |  |
|  |  |               |               |               |               |               |               |                     |                     |                     |                     |                     |                     |                |                |                         |                         |                         |                         |                         |                         | Elektrische kracht                     | Elektrische kracht                     | Elektrische kracht                     | Elektrische kracht                     | Elektrische kracht                     | Elektrische kracht                     |                        |                        |                        |                        |                        |                        | Magnetische kracht | Magnetische kracht | Magnetische kracht | Magnetische kracht | Magnetische kracht | Magnetische kracht |  |  |

De aanduidingen SU(3), SU(2) en U(1) zijn de wiskundige aanduiding van de theorie. Meer bepaald zijn het de ijkgroepen van de overeenkomstige kwantumveldentheorie.

## Kandidaten voor een theorie van alles
De meest beloftevolle poging tot volledige unificatie is tot nu toe de snaartheorie. Deze theorie is wiskundig erg elegant, en heeft veel goede eigenschappen. Het is immers een goede kwantumgravitatietheorie, maar heeft een probleem. Er zijn enkele verschillende versies van de theorie, en het is ook niet duidelijk of er een versie is die (exact) overeenkomt met "de" werkelijkheid: als een van de versies overeenkomen zou, blijft de moeilijkheid om aan te duiden wélke versie dan de juiste is. Een van de problemen is dat de trillingspatronen die door de snaartheorie worden voorgesteld volgens de formule E = mc2 van Einstein een hoeveelheid energie (en daarmee massa) produceren, die vele malen groter is dan de planckmassa. Dit is in tegenspraak met het feit dat de massa van elementaire deeltjes zoals quarks en neutrino's zeer dicht bij 0 ligt. Deze ogenschijnlijke inconsistentie hoeft echter niet het einde voor de supersnaartheorie te betekenen, omdat ook bekend is dat dergelijke deeltjes al snel de neiging hebben instabiel te zijn, dat wil zeggen uit elkaar te vallen. Het volgende doel is daarom te bewijzen dat de trillingspatronen die door de snaartheorie worden voorgesteld de geringe massa van de elementaire deeltjes exact kunnen verklaren.
Er zijn ook andere theorieën, zoals loop-kwantumzwaartekracht, en andere minder bekende pogingen, maar ook daar zijn er nog geen succesvolle kandidaten die echt in aanmerking komen om een theorie van kwantumzwaartekracht te zijn, die onze werkelijkheid beschrijft.

## Anekdote
Einstein trachtte in zijn laatste levensjaren al een unificatie van alle natuurwetten te bereiken. Het is hem (of zijn leerlingen Theodor Kaluza en Oskar Klein) wel gelukt een model te formuleren dat elektromagnetisme en zwaartekracht in één model verenigt. Hoewel erg interessant, is deze theorie geen kwantumtheorie van gravitatie, maar een klassieke vereniging van beide theorieën. Het was wel een eerste voorbeeld van een fysische theorie die het bestaan van extra dimensies aannam. Deze visie is later nog veel teruggekomen. In de snaartheorie is het bijvoorbeeld strikt noodzakelijk dat er veel meer dimensies zijn dan de voor ons bekende ruimtetijdsdimensies. Veelbelovend schijnt de M-theorie, een afgeleide van de snaartheorieën, te zijn, maar deze is hiervoor nog niet voldoende uitgewerkt. Verklaren hoe het komt dat we die extra dimensies niet zien is een van de grote uitdagingen voor de snaartheorie.